# 邙山之戰 (543年)
邙山之战，是南北朝时期西魏柱国大將軍宇文泰对東魏发动的战役。543年2月，東魏的北豫州刺史高仲密据虎牢叛變，宇文泰率軍接應。543年3月，兩軍在邙山決戰，西魏軍大敗。宇文泰在退兵之後，上表自貶，但西魏文皇帝元寶炬沒有接受。
此戰之後，東魏乘勝追擊，收復虎牢，平定了北豫州和洛州。

## 战前
东魏的大丞相高欢之子高澄看上了御史中丞高仲密的妻子李昌仪，非礼了李昌仪，甚至撕烂了她的衣服。高仲密因此打算投奔西魏，杀掉了奚寿兴，将自己治理下的虎牢关作为筹码，向西魏的宇文泰投诚。

## 经过

### 西魏出击
宇文泰欣喜如狂，立即加封高仲密为侍中与司徒，并且亲率大军救援高仲密，以保住虎牢关作为以后进攻东魏的桥头堡。西魏军到达洛阳后兵分两路，一路由于谨率领往虎牢关救援，另一路由宇文泰亲自带兵包围黄河南岸的河阳南城，企图夺取河桥，阻止东魏的军队渡河。然而高欢早有防备，驻守了南城，宇文泰一时无法攻克，而高欢的军队已经到了黄河北岸。宇文泰于是将军队调到了黄河上流，随后放出上百艘火船顺流而下，想要烧毁河桥。东魏将领斛律金立刻带着许多链子的小船将火船全部拉到了黄河边，河桥因此得到了保全，高欢的军队因此顺利地渡过了黄河，驻扎在邙山。

### 西魏大败
东魏的军队的数量远大于西魏，所以宇文泰打算主动出击以获取优势，便丢下辎重轻装简行，全军向邙山之战推进。西魏军狂奔几十里没有水源，导致在只吃了一顿干粮后又渴又累。西魏的举动被东魏侦查， 高欢下令，全军整装迎敌，以逸待劳。虽然宇文泰赶到时看到东魏军占据了有利地势，阵容整齐，但宇文泰自信自己的军队的实力，全军向东魏的军队冲杀。高欢亲自指挥中军抵挡西魏的进攻，并且派遣大将彭乐率领数千精兵向西魏的后方包抄。彭乐去后很久没有消息，后来有人告称彭乐叛了，高欢说：“乐弃韩楼事尔朱荣，背弃尔朱氏归我，又叛入西。事成败岂在一个彭乐？只是念小人反复罢了。”不久西北起尘土，彭乐派人告捷，俘虏西魏侍中、开府仪同三司、大都督临洮王元柬、蜀郡王元荣宗、江夏王元升、钜鹿王元阐、谯郡王元亮、詹事赵善、督将僚佐四十八人，都用绳子系住头颈反绑双手，加以白刃，在阵前喊出他们的名字。疲敝的西魏军因此军心涣散，东魏军立刻乘势出击，西魏军大败，被斩首三千余人。
为了斩草除根，高欢下令彭乐追击宇文泰，孤身一人的宇文泰很快被东魏军追上，宇文泰知道彭乐是个憨汉，急中生智，说：“你不是彭乐吗！痴男子！今日无我，明日岂有你？为何不急回前营收金宝？”于是彭乐拿着宇文泰的一束金带回去，说宇文泰从自己刀下漏过，吓破胆了。高欢诘问，彭乐说了宇文泰的话，说：“不是为了这话放他的。”高欢虽喜其得胜，也为其放走宇文泰而发怒，令他伏在地上，亲自用手按他的头往地上碰，并责问他在沙苑之战中战败之失，数次举刀要落下者三，切齿良久，作罢。彭乐又请求率五千骑去抓宇文泰。高欢说：“你放他是什么意思？现在又说捉他？”命令取绢三千匹压在他身上，念在他之前的功劳，还是赐给了他。

### 绝地反击
宇文泰不甘心，第二天，打算集中兵力攻击高欢的中军，如能擒贼擒王，击杀高欢，此战必能反败为胜。东魏军得胜势骄，大败了西魏军队后认为他们无能再战，没想到西魏军能够主动出击，在毫无防备之下东魏军被击溃。高欢本人一时间连坐骑也被射死，手下赫连阳顺自己下马把马让给高欢，连同七个人随后保护。追兵聚至，高欢的亲信都督尉兴庆说：“大王您赶快离开，我腰中有百箭，足以射杀百人，保护您撤走。”高欢感动说：“如果我们都能生还，以你为怀州刺史。如果你战死，让你儿子做刺史。”尉兴庆说：“我儿子太小，希望用我哥哥做刺史。”高欢允诺。尉兴庆一人殿后拒战，矢尽被杀。
高欢在部将的拼死掩护下成功逃脱，东魏士兵中有向西魏投降的，将高欢所在报告了宇文泰。宇文泰招募勇士三千人，都手拿短兵刃，配属给大都督贺拔胜进攻高欢。贺拔胜在军中看到高欢，拿着槊与十三名骑兵追逐，奔驰数里，槊刃就快要刺向高欢，贺拔胜喊着高欢的胡人名字说：“贺六浑，我贺拔破胡一定要杀了你！”高欢汗流浃背，呼吸几乎要停止，东魏河州刺史刘洪徽在旁边向贺拔胜射击，射中贺拔胜部下两名骑兵，武卫将军段韶射向了贺拔胜的战马，战马被射死。等到贺拔胜的备用马匹来到，高欢已经逃走。贺拔胜感叹地说：“今天的事，我没带弓箭，天意啊！”

### 空城疑计
稳定下阵脚的东魏军乘势反击，凭借着兵力上优势，宇文泰虽然顽强抵抗，不得不下令撤退，被东魏击溃。独孤信和于谨收起败兵，举起白旗，向高欢诈降，但是急于追杀的东魏并没理会他们，反而让他们站到路边去，不要占道。东魏的军队经过后，西魏的军队从他们的背后偷袭，杀得东魏的军队措手不及，宇文泰得以在这混乱的场面下得以保命。
西魏大将若干惠逃跑得慢，眼见快被东魏的军队追上，若干惠反而让全军止步，埋锅造饭，言到：“长安死，此中死，哪儿黄土不埋人？”高欢的骑兵畏惧若干惠，怀疑有伏兵，不敢逼近于是若干惠就树起军旗吹响号角，召集各路败军返回。若干惠抵达弘农，见到宇文泰，陈述东魏军的情况，遗憾其大功即将告成，却功亏一篑，于是叹息不止。此事后宇文泰认为若干惠很勇敢。不久任命若干惠为秦州刺史，若干惠还没有来得及到秦州上任，又升任司空。
而一直为宇文泰坚守恒农郡粮仓的王思政听说西魏军大败的消息，不仅不逃，反而让人大开城门，自己解衣躺在城楼上，慰勉将士，以激励士卒，表示自己的胆略。几天后东魏刘丰生杀到城下，见城门大开，又知道王思政的名声，竟不战逃走。

## 结局
高欢部下封子绘、陈元康劝高欢乘胜追击，定能一统北方。高欢本想趁势攻灭西魏，但是在开军事会议时候，鉴于过于疲敝手下抱怨，体恤下属，放弃了继续追击的计划。邙山之战以高欢惨胜，宇文泰惨败而告终。西魏损失督将四百余人，军士被俘斩六万人。幸亏达奚武等人率军赶到，才阻止了东魏的乘胜追击。 虎牢关复被东魏夺取，高仲密只身逃离了东魏投奔了西魏，高欢下令高仲密在东魏留下的全家老少配為奴隸，高仲密妻李昌儀從了高澄。
邙山之战是两魏五战中东魏最接近消灭西魏的一次机会。高欢临终对世子高澄遗言，仍在后悔没有乘胜追击消灭西魏：“邙山之战，吾不用陈元康之言，留患遗汝，死不瞑目！”